# Odontosyllis brachydonta
Odontosyllis brachydonta är en ringmaskart som beskrevs av Addison Emery Verrill 1900. Odontosyllis brachydonta ingår i släktet Odontosyllis och familjen Syllidae. Inga underarter finns listade i Catalogue of Life.